# 拉瑟峰

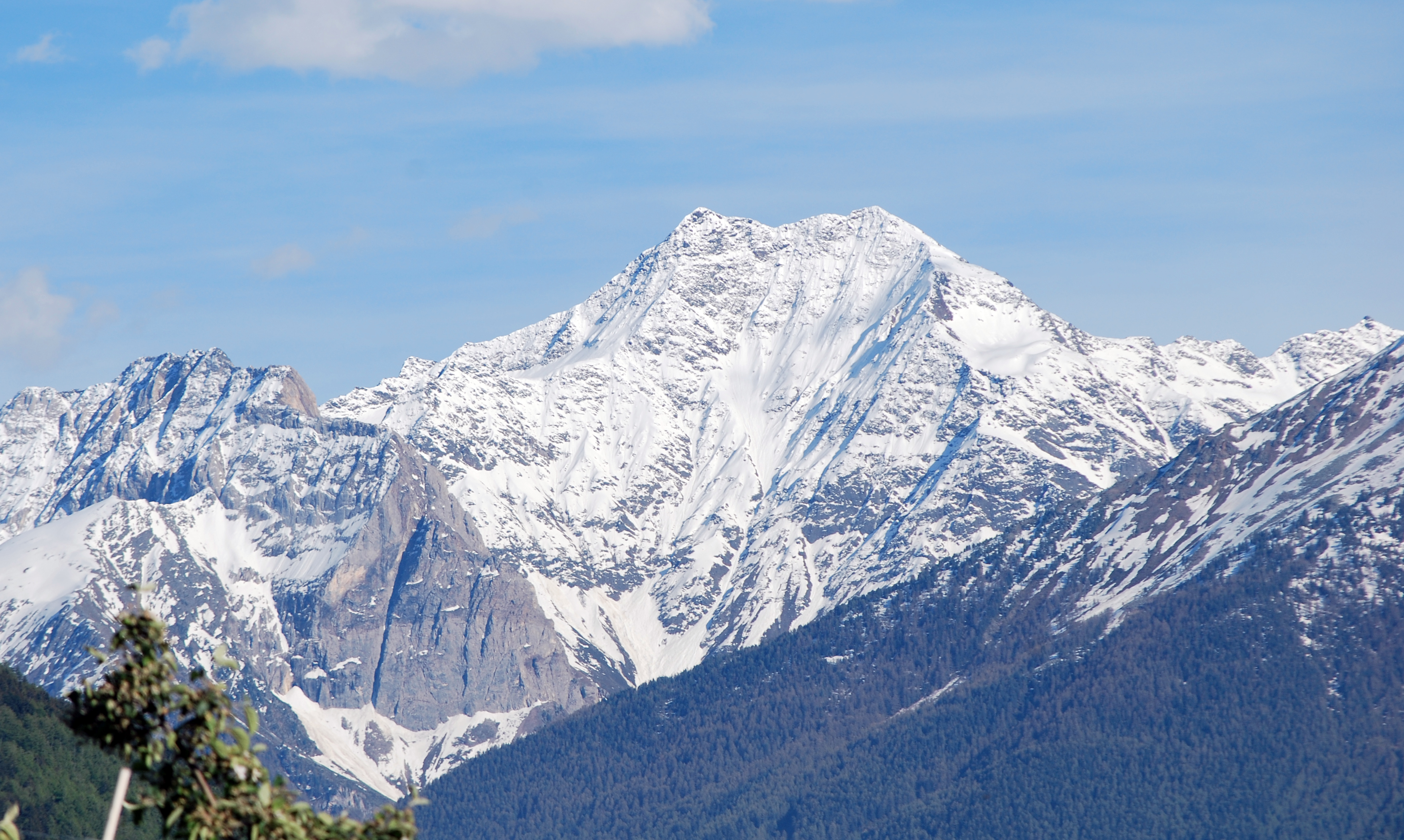

46°33′43″N 10°43′5″E / 46.56194°N 10.71806°E
拉瑟峰（義大利語：Laaser Spitze），是意大利的山峰，位於該國北部，由博爾扎諾-南蒂羅爾自治省負責管轄，屬於奥特莱斯山的一部分，海拔高度3,305米。